# Riccardo Riccardi
Riccardo Riccardi (Roma, 14 dicembre 1897 – Roma, 11 aprile 1981) è stato un geografo e viaggiatore italiano.

## Biografia
Allievo di Roberto Almagià, dagli anni trenta insegnò geografia prima nell'ateneo di Catania, poi in quello di Roma. 
Si occupò sia di cartografia, ambito nel quale diede alle stampe diversi atlanti, sia soprattutto di limnologia, seguendo le orme di Olinto Marinelli. In tale campo il suo principale lavoro riguardò il bacino del Lago di Piediluco. Compì numerosi viaggi all'estero, da cui sono conseguite attente ricostruzioni geografiche, quali quelle relative a centri caucasici, all'Africa e all'America centrale e meridionale.
A lungo redattore dell'«Enciclopedia Italiana», Riccardi fu lungamente direttore responsabile del «Bollettino» della Società Geografica Italiana, che ha presieduto dal 1962 al 1969, nonché accademico dei Lincei. 